# 思舊賦 (小說)
《思舊賦》是白先勇早期的短篇小說，1969年3月發表於《現代文學》第三十七期，之後收錄於《臺北人》小說集。小說透過李家老僕羅伯娘和順恩嫂的對談，道出一個昔日名門望族的衰敗與沒落。

## 內容簡介
順恩嫂到臺北南京東路一百二十巷的名門望族李家的大宅李公館，探望在名門望族李家工作數十年的二姊羅伯娘，兩日因而談起李家近幾年的厄運、衰敗與沒落。
李長官的夫人前年入醫院開刀，手術後喊了一句「好冷」便去世了。李夫人剛過身，在李宅生活了二十年的王副官兒子小王，便和私通女僕桂喜，偷了夫人一箱玉器逃跑了。李長官的女兒愛上有婦之夫並懷了孕，被和李長官責打後離家出走，後來變成一個蓬頭散髮的街頭婦人。李小姐走後，李長官瘦得脫了形，一度鬧著要出家到基隆廟裡當和尚，後因要照顧兒子才留下。還有，李長官的兒子從外國回來，患了嚴重的精神病，身材變得異常肥胖，見了昔日的乳娘順恩嫂，李少爺只會面無表情的張著空洞失神的眼睛。

## 人物
| 人物   | 簡介                                                             |
| 順恩嫂 | 瘦弱佝僂的老婦人，羅伯娘的妹子。居於臺南。曾當李少爺的乳娘。     |
| 羅伯娘 | 李家老女僕，在李公館工作數十年。順恩嫂的二姊。無兒無女。         |
| 李長官 | 昔日的名門貴族，但家道中落後變得多愁多病，更一度鬧著要出家。     |
| 李夫人 | 李長官之妻，前年入醫院開刀，手術後去世。                         |
| 李小姐 | 李長官之女，愛上一個有婦之夫並懷了孕，已離家出走。               |
| 李少爺 | 李長官之子，外國留學歸來，精神失常。                             |
| 王副官 | 李長官的副官，臨死前將兒子小王交託給長官。                       |
| 小王   | 王副官之子，李長官養了他二十年。私通桂喜，偷了夫人一箱玉器逃跑。 |
| 桂喜   | 李家女僕，和小王勾搭後，偷了夫人一箱玉器逃跑。                   |